# Antal-forrás
Antal-forrás est le nom d'une source chaude située dans le 3e arrondissement de Budapest, sur les pentes du Hármashatár-hegy.